# Zemborzyn Drugi
Zemborzyn Drugi – wieś sołecka w Polsce położona w województwie mazowieckim, w powiecie lipskim, w gminie Solec nad Wisłą.
| SIMC    | Nazwa            | Rodzaj    |
| ------- | ---------------- | --------- |
| 0638033 | Zemborzyn-Nowiny | część wsi |

W latach 1975–1998 miejscowość administracyjnie należała do województwa radomskiego.